# El hambre de invierno
El hambre de invierno es una película cántabra escrita y dirigida por Álvaro García Gutiérrez y producida junto a José Berros, que se preestrenó en el año 2021, y oficialmente se estrenó en el año 2022. La película cuenta la historia de cinco personas que se alejan de las zonas más pobladas, en busca de entornos rurales donde sobrevivir de una infección que convierte a los infectados en muertos vivientes. Los actores que encarnan a los 5 protagonistas principales son Gustavo Fernández,  Mariu Ruiz, Beatriz Toyos, Consuelo Carravilla (nominada a Mejor actriz principal en los premios Tietê International Film Awards 2022) y Jeison Ossa (Mejor actor de reparto en largometraje en los premios Tietê International Film Awards 2022).
El film fue preestrenado el 17 de julio de 2021 en el Concha Espina de Torrelavega y estrenado oficialmente el 1° de octubre de 2022 en la filmoteca regional de Cantabria -Mario Camus. El film ha recogido 18 nominaciones y 7 premiaciones según IMDb incluyendo el Monsters of Horror International Film Festival 2021 donde resultó ganador en la categoría Best Feature Film o el Dracula Film Festival 2021 donde fue nominado en la categoría Best Feature Film.

## Producción
Fue producida con un capital estimado de 20000 euros. El film se venía produciendo desde el año 2015, con un presupuesto ajustado y el trabajo ad honorem del equipo técnico y de los artistas con excepción de quienes trabajaron en el color y en la música. Fue grabada mayoritariamente en una casa en Palencia, La producción recibió el apoyo de la Agencia de Desarrollo Local del Ayuntamiento de Torrelavega como patrocinador en la fase final de posproducción, así como de la Consejería de Turismo del Gobierno de Cantabria, a través de Cantur. Actualmente según reseñan varios portales el film acumula 42 selecciones, 47 nominaciones y 20 premios.
El film actualmente se encuentra en una plataforma de streaming en Filmin.

## Argumento
Una mutación del virus de la rabia común, la B249, esta asolando a los seres humanos. Los infectados por ella, atacan a otros. Una mordedura basta para quedar infectado y que sus efectos se manifiesten a poco de haber sido expuestos. No hay energía eléctrica, las comunicaciones caen, y no se observan la presencia de fuerzas policiales, del ejército ni del gobierno.
En este duro contexto, 5 sobrevivientes huyen en búsqueda de un refugio seguro donde protegerse, que les permita sobrevivir al invierno que se acerca y al avance de este virus que parece poner en peligro a la raza humana. Cada uno de ellos lleva sus propias heridas internas, sus traumas, y sus mochilas, y eso hará explosión, en estas circunstancias extremas.

## Reparto[18]
- Gustavo Fernández Cuenca como Mario
- Beatriz Toyos como Nur
- Mariu RuÍz OrtÍz como Sofía
- Consuelo Carravilla como Negra
- David Fernández Mayora como Jairo
- Esther Lastra como Julia
- Ana Luisa Pérez de la Osa como Andrea
- Jeison Ossa como Equis[19]
- Pilar Revuelta como Jana
- José Carlos Real como Luis
- Sara Márquez como Sara
- Ana Herrán como Laura

## Premios y nominaciones
La película ha sido nominada, ha resultado ganadora y/o ha sido seleccionada en las siguientes premiaciones y/o eventos internacionales: 
| Año                                                         | Categoría                           | Nominado/s                                 | Resultado |
| ----------------------------------------------------------- | ----------------------------------- | ------------------------------------------ | --------- |
| 2021 Atlanta Horror Film Festival                           | Best Foreign Feature Film           | El hambre de invierno                      | Ganador   |
| 2021 Dracula Film Festival                                  | Best Feature Film                   | El hambre de invierno                      | Nominado  |
| 2021 Festival boca de inferno                               | Boca Do Inferno                     | El hambre de invierno                      | Nominado  |
| 2021 Metropolis Film Festival                               | Best International feature film     | El hambre de invierno                      | Nominado  |
| 2021 Monsters of Horror International Film Festival         | Best Feature Film                   | Cantabria Visual Producciones              | Ganador   |
| 2022 Russian International Horror Film Festival and Awards  | Best Feature Film                   | El hambre de invierno                      | Nominado  |
| 2022 Festival Mostra´t Gandía                               | Best Film                           | Álvaro García Gutiérrez                    | Nominado  |
| 2022 Insólito Festival de Cine de Terror y Fantasía         | Mejor Largometraje Latinoamericano  | Álvaro García Gutiérrez                    | Nominado  |
| 2022 Roshani International Film Festival                    | Best Horror Film                    | Álvaro García Gutiérrez                    | Ganador   |
| 2022 Roshani International Film Festival                    | Excelence Horror Film               | Álvaro García Gutiérrez                    | Ganador   |
| 2022 Roshani International Film Festival                    | Best Screenplay Feature Film        | Álvaro García Gutiérrez                    | Nominado  |
| 2022 Roshani International Film Festival                    | Best Cinematography Feature Film    | Pedro García Argumosa                      | Nominado  |
| 2022 Roshani International Film Festival                    | Best Editing Feature Film           | Álvaro García Gutiérrez                    | Nominado  |
| 2022 Roshani International Film Festival                    | Best Production Design Feature Film | Álvaro García Gutiérrez José Berros Losada | Nominado  |
| 2022 Roshani International Film Festival                    | Best Sound Design                   | Alberto Anaya                              | Nominado  |
| 2022 San Antonio Independent Film Festival                  | Best Fiction Feature Film           | Álvaro García Gutiérrez                    | Nominado  |
| 2022 Santander Festival Internacional de Cine Independiente | Best Feature Film                   | Álvaro García Gutiérrez                    | Nominado  |
| 2022 The Cyprus Horror Society                              | Best Horror Feature                 | Álvaro García Gutiérrez José Berros Losada | Ganador   |
| 2022 Tietê International Film Awards                        | Best Supporting Actor Feature Film  | Jeison Ossa                                | Ganador   |
| 2022 Tietê International Film Awards                        | Best Support Actress Feature Film   | Esther Lastra                              | Ganadora  |
| 2022 Tietê International Film Awards                        | Best Lead Actress Feature Film      | Consuelo Carravilla                        | Nominada  |
| 2022 Tietê International Film Awards                        | Best Lead Actor Feature Film        | David Fernández Mayora                     | Nominado  |

## Plataformas de streaming y Edición Blu-ray
El film actualmente está incluido en la plataforma de streaming Filmin y también en Amazon Prime Video. Ha sido lanzado al mercado en Blu-ray por Gabita Barbieri Films, con una edición que incluye una funda slipcover para las primeras 100 copias diseñada por David Ribet. Al mismo tiempo, la cinta está disponible en plataformas de streaming de Corea del Sur y Taiwán.